# Ерих V фон Хоя
Ерих V фон Хоя (на немски: Erich V von Hoya, * 1535, † 12 март 1575) е от 1563 до 1575 г. граф на Хоя.

## Биография
Той е вторият син на граф Йобст II фон Хоя (1493 – 1545) и съпругата му Анна фон Глайхен.
Ерих става каноник в Бремен, Кьолн и Страсбург. След смъртта на по-големия му бездетен брат Албрехт през 1563 г., Ерих управлява Графство Хоя заедно с брат си Ото.
На 3 януари 1568 г. Ерих се жени за Армгард фон Ритберг († 13 юли 1584). Неговият брат Ото се жени за майката на Армгард, Агнес фон Ритберг (род. фон Бентхайм-Щайнфурт). Той поема за жена си и още малолетната ѝ сестра Валбурга управлението на Харлингерланд – наследство от баща им Йохан II († 1562), граф на Ритберг.
Бракът на Ерих е бездетен. След смъртта му Армгард се омъжва през 1578 г. за граф Симон VI фон Липе. Графството Ритберг и Харлингерланд попадат на Валбурга. Брат му Ото поема управлението и умира също бездетен през 1582 г. като последният граф на Хоя.